# Бод (комуна)
Бод (рум. Bod) — комуна у повіті Брашов в Румунії. До складу комуни входять такі села (дані про населення за 2002 рік):
- Бод (2011 осіб) — адміністративний центр комуни
- Колонія-Бод (1916 осіб)

Комуна розташована на відстані 151 км на північ від Бухареста, 12 км на північ від Брашова.

## Населення
За даними перепису населення 2002 року у комуні проживали 3927 осіб.
Національний склад населення комуни:
| Національність | Кількість осіб | Відсоток |
| -------------- | -------------- | -------- |
| румуни         | 3291           | 83,8%    |
| угорці         | 469            | 11,9%    |
| цигани         | 101            | 2,6%     |
| німці          | 64             | 1,6%     |
| словаки        | 1              | < 0,1%   |
| чехи           | 1              | < 0,1%   |

Рідною мовою назвали:
| Мова      | Кількість осіб | Відсоток |
| --------- | -------------- | -------- |
| румунська | 3414           | 86,9%    |
| угорська  | 454            | 11,6%    |
| німецька  | 58             | 1,5%     |
| циганська | 1              | < 0,1%   |

Склад населення комуни за віросповіданням:
| Релігія                                       | Кількість осіб | Відсоток |
| --------------------------------------------- | -------------- | -------- |
| православні                                   | 3293           | 83,9%    |
| римо-католики                                 | 226            | 5,8%     |
| реформати                                     | 134            | 3,4%     |
| унітарії                                      | 110            | 2,8%     |
| лютерани (Синодально-пресвітеріанська церква) | 45             | 1,1%     |
| лютерани (Аугсбурзького сповідання)           | 27             | 0,7%     |
| греко-католики                                | 21             | 0,5%     |
| бретрени                                      | 7              | 0,2%     |
| лютерани                                      | 5              | 0,1%     |
| не релігійні                                  | 4              | 0,1%     |
| адвентисти                                    | 3              | 0,1%     |
| п'ятдесятники                                 | 2              | 0,1%     |
| атеїсти                                       | 1              | < 0,1%   |
| не вказали релігію                            | 3              | 0,1%     |